# Twentynine Palms
Pour le film, voir Twentynine Palms (film).
Twentynine Palms (ou 29 Palms) est une municipalité américaine du comté de San Bernardino en Californie, situé dans le désert Mojave. Sa population était de 25 048 personnes au recensement de 2010.

## Démographie
| 1970  | 1980  | 1990   | 2000   | 2010   | - |
| ----- | ----- | ------ | ------ | ------ | - |
| 5 667 | 7 465 | 11 821 | 14 764 | 25 048 | - |